# Coucou de Horsfield
Chalcites basalis
Espèce
Statut de conservation UICN

 LC  : Préoccupation mineure
Le Coucou de Horsfield (Chalcites basalis) est une espèce d'oiseaux de la famille des Cuculidae.

## Nomenclature
Parmi d'autres langues, il est souvent appelé : « coucou bronzé » ou « coucou à queue/croupion rouge ». 

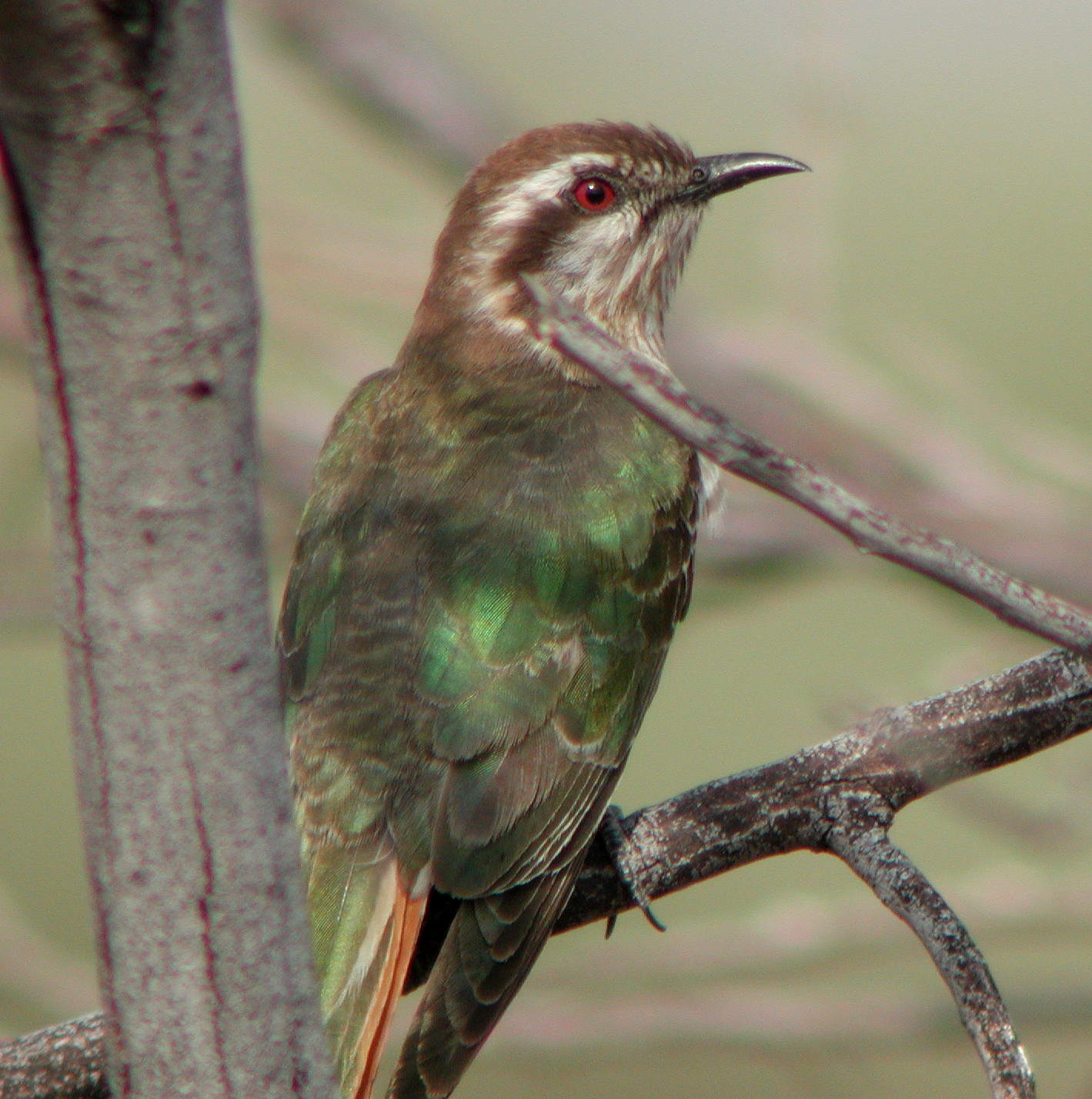

## Mensurations
Il mesure 17 cm pour 22 g.

## Alimentation
Il se nourrit d'insectes, particulièrement de chenilles, de punaises et de coccinelles.

## Habitat et répartition
Il fréquente notamment des régions boisées, arides, de schorre, de mulga et de spinifex. Son aire s'étend à travers l'Australie ; il hiverne en Indonésie et en Nouvelle-Guinée.